# Cherry Jones
Cherry Jones   (Paris, 21 de novembre de 1956) és una actriu estatunidenca. Nominada cinc vegades al Premi Tony pel seu treball a Broadway, ha guanyat dues vegades el premi Tony a la millor actriu en una obra de teatre: per la revival de 1995 de The Heiress i per la producció original de 2005 de Doubt. Ha guanyat tres premis Emmy, guanyant la millor actriu secundària en una sèrie dramàtica el 2009 pel seu paper d' Allison Taylor a la sèrie de televisió de la Fox FOX 24, i dues vegades guanyant la millor actriu convidada en una sèrie dramàtica per les seves actuacions a The Handmaid's Tale. i Succession. També ha guanyat tres premis Drama Desk . Jones va fer el seu debut a Broadway a la producció original de Broadway de 1987 de Stepping Out. Altres crèdits escènics inclouen Pride's Crossing (1997–98) i El zoo de vidre (2013–14). Les seves aparicions al cinema inclouen L'home que xiuxiuejava als cavalls (1998), Erin Brockovich (2000), Signs (2002), The Village (2004), Amelia (2009) i El castor (2011). El 2012, va interpretar a la doctora Judith Evans al drama de la NBC Awake. El 2019 va interpretar a la mare de Gatsby Welles en la pel·lícula de Woody Allen Dia de pluja a Nova York.